# Nathalie Schwarz
Pour les articles homonymes, voir Schwarz.
Nathalie Schwarz, née le 29 juillet 1993, est une fondeuse autrichienne. 

## Biographie
Son père est Alois Schwarz, aussi fondeur.
Membre du club de Zwettl, elle court ses premières compétitions officielles en 2008. Aux Championnats du monde junior 2010, à Hinterzarten, elle se retrouve huitième du sprint pour sa première sélection en équipe nationale. En 2011, Schwarz gagne ses premiers titres de championne d'Autriche, en sprint et poursuite et obtient son premier podium international au Festival olympique de la jeunesse européenne de Liberec avec une médaille de bronze sur le sprint.
En fin d'année 2013, elle monte sur son premier podium dans la Coupe OPA, puis fait ses débuts dans la Coupe du monde sur le Tour de ski, puis participe aux Jeux olympiques d'hiver de 2014, à Sotchi, où elle court trois épreuves, avec comme résultats suivants : 52e du sprint, 35e du dix kilomètres et onzième du relais. Son meilleur résultat en Coupe du monde est sa 20e place au Tour de ski 2014-2015. Ensuite, elle prend part aux Championnats du monde à Falun, y prenant notamment la 34e place sur le trente kilomètres. Aux Championnats du monde des moins de 23 ans en 2015 à Almaty, elle signe son seul top dix avec une neuvième place sur le dix kilomètres libre.

## Palmarès

### Jeux olympiques
| Épreuve / Édition | Sprint | Sprint                           | 10 km                            | 10 km     | Skiathlon 2 × 7,5 km | 30 km | Relais | Relais   |
| Épreuve / Édition | libre  | classique                        | libre                            | classique | Skiathlon 2 × 7,5 km | 30 km | Sprint | 4 × 5 km |
| JO 2014 Sotchi    | 52e    | Épreuve inexistante à cette date | Épreuve inexistante à cette date | 35e       | —                    | —     | —      | 11e      |

Légende :
- : pas d'épreuve
- — : Non disputée par Nathalie Schwarz

### Championnats du monde
| Épreuve / Édition   | Sprint                           | Sprint    | 10 km | 10 km                            | Skiathlon 2 × 7,5 km | 30 km | Relais | Relais   |
| Épreuve / Édition   | libre                            | classique | libre | classique                        | Skiathlon 2 × 7,5 km | 30 km | sprint | 4 x 5 km |
| Mondiaux 2015 Falun | Épreuve inexistante à cette date | —         | 64e   | Épreuve inexistante à cette date | 37e                  | 34e   | —      | —        |

Légende :
- : pas d'épreuve
- — : Non disputée par Nathalie Schwarz

### Coupe du monde
- Meilleur classement général : 64e en 2015.
- Meilleur résultat individuel : 19e.

#### Classements en Coupe du monde
| Saison    | Classement général final | Classement distance |
| 2013-2014 | 105e                     | 76e                 |
| 2014-2015 | 64e                      | 64e                 |
| 2015-2016 | 84e                      | 58e                 |

### Festival olympique de la jeunesse européenne
- Liberec 2011 :
  -  Médaille de bronze au sprint classique.

### Coupe OPA
- 9e du classement général en 2015.
- 6 podiums, dont 2 victoires.

### Championnats d'Autriche
- Championne sur la poursuite en 2011 et 2014.
- Championne sur le sprint en 2011 et 2012.
- Championne sur le quinze kilomètres libre en 2016.